# Цыб, Сергей Анатольевич
Серге́й Анато́льевич Цыб (род. 29 апреля 1968, Обнинск, Калужская область, СССР) — российский государственный деятель, менеджер, действительный государственный советник Российской Федерации 1 класса. Статс-секретарь Государственной корпорации «Ростех».

## Биография
Сергей Цыб родился 29 апреля 1968 года в Обнинске Калужской области.
Окончил с отличием Российскую экономическую академию имени Г. В. Плеханова.
В 1991—1996 годах был коммерческим директором экспериментального межотраслевого научно-производственного центра «Апекс» (Москва), затем последовательно занимал должности генерального директора в ТОО «РКЦ» (Москва, 1996—1999), ЗАО «Медбиофармацентр» (Москва, 2000—2006), ООО «Радиопрепарат» (Москва, 2006—2007).
14 декабря 2007 года был назначен на должность директора Департамента химико-технологического комплекса и биоинженерных технологий Министерства промышленности и энергетики Российской Федерации. 18 июля 2008 года назначен на должность директора Департамента химико-технологического комплекса и биоинженерных технологий Министерства промышленности и торговли Российской Федерации.
В 2009 году в Российской экономической академии имени Г. В. Плеханова защитил диссертацию на соискание учёной степени кандидата экономических наук по теме «Стратегическое управление отраслевым развитием: на примере фармацевтической промышленности».
Автор (во главе департамента) федеральной целевой программы «Развитие фармацевтической и медицинской промышленности Российской Федерации на период до 2020 года и дальнейшую перспективу» (Фарма-2020).
7 октября 2013 года распоряжением премьер-министра Дмитрия Медведева назначен заместителем Министра промышленности и торговли Российской Федерации.
С мая 2021 года назначен Статс-секретарем Государственной корпорации «Ростех».

### Семья
- Дед со стороны отца — Фёдор Митрофанович Цыб, крестьянин.
- Бабушка со стороны отца — Фёкла Ивановна Скиба, крестьянка.
- Родители:
  - Отец — Анатолий Фёдорович Цыб (1934—2013), советский и российский учёный в области медицинской радиологии, менеджер. Директор Медицинского радиологического научного центра Минздравсоцразвития России (1978—2013).
  - Мать — Тамара Семёновна Цыб (р. 1937).
- Сестра — Елена Анатольевна Цыб (р. 1963), советский и российский лексикограф. Научный сотрудник отдела экспериментальной лексикографии Института русского языка имени В. В. Виноградова РАН. Кандидат филологических наук[2].

## Международные санкции
28 июня 2022 года на фоне вторжения РФ на Украину был внесён в санкционный список США «против 100 целей путинской военной машины» как топ-менеджер в Ростехе. 19 августа 2022 года Цыб попал в санкционный список Канады «близких соратников режима, которые являются соучастниками агрессии российского режима против Украины». Также, по аналогичным основаниям, находится в санкционных списках Украины и Великобритании.

## Награды
- Нагрудный знак «Милосердие» (25 декабря 2009)[7]
- Премия Правительства Российской Федерации в области науки и техники (25 февраля 2011) — за разработку и внедрение научных основ для создания национальной системы безопасного обращения химической продукции[7]
- Почетное звание «Почетный химик» Министерства промышленности и торговли Российской Федерации (2011)
- Медаль ордена «За заслуги перед Отечеством» II степени (2015)
- Медаль «Трудовая доблесть» Министерства промышленности и торговли Российской Федерации (2018)
- Медаль М. Т. Калашникова Министерства промышленности и торговли Российской Федерации (2021)
- Орден Почёта (2 июля 2021) — за достигнутые трудовые успехи и многолетнюю добросовестную работу
- Почетное звание «Почетный работник фармацевтической промышленности» Министерства промышленности и торговли Российской Федерации (2024)

### Публикации Сергея Цыба

#### Интервью
- Константин Киселёв. Фарма подтолкнет российские инновации // Наука и технологии РФ. — 28 апреля 2009 года. Архивировано 3 декабря 2013 года.
- Онлайн-интервью Сергея Цыба, директора департамента химико-технологического комплекса и биоинженерных технологий Министерства промышленности и торговли РФ // Фармацевтический вестник. — 15 июля 2009 года.
- Невинная Ирина. Свой томограф ближе к телу // Российская газета — Столичный выпуск. — 25 апреля 2012 года. — № 5764 (91).

### О Сергее Цыбе
- Сергей Цыб назначен заместителем министра промышленности и торговли РФ (недоступная ссылка — история) // РИА АМИ. — 9 октября 2013 года.
- Сергей Цыб назначен заместителем министра промышленности и торговли РФ // Фармацевтический вестник. — 9 октября 2013 года.